# Gerda Eichhorn
Gerda Eichhorn (* 3. Juni 1945) ist eine deutsche Politikerin der dänischen Minderheit in Schleswig-Holstein.

## Leben
Gerda Eichhorn ist von Beruf Lehrerin. Sie gehört seit 1978 dem Gemeinderat von Süderbrarup an. Von 1997 bis 2005 war Eichhorn Vorsitzende des Südschleswigschen Wählerverbandes (SSW). 2003 wurde sie mit 97 von 109 Stimmen beim Parteitag des SSW wiedergewählt. Sie ist verheiratet und hat zwei Kinder und lebt in Süderbrarup.